# Ferdinand Schmidt (Apotheker)
Ferdinand Schmidt (* 16. September 1909 in Stolp; † 28. November 1981 in Schwerin) war ein deutscher Apotheker, Autor, und Begründer einer pharmazeutisch-historischen Bibliothek. Seine private Fachbibliothek gelangte 1996 in die Obhut der Universität Greifswald.

## Leben

### Lehr- und Studienjahre
Schmidt verlebte seine Kindheit und Jugendjahre im damaligen Stolp. Er besuchte das örtliche Gymnasium. Nach dem Abitur absolvierte er von 1931 bis 1933 die für seinen Berufswunsch Apotheker vorgeschriebene zweijährige Lehrzeit als Praktikant in der Blücher-Apotheke seiner Vaterstadt.
Nach bestandener Vorprüfung nahm Schmidt 1934 ein Pharmaziestudium zunächst an der Berliner Friedrich-Wilhelms-Universität auf. An der Universität Rostock setzte er im selben Jahr das Studium fort und legte dort 1936 die pharmazeutische Staatsprüfung erfolgreich ab. Danach hatte er eine weitere praktische Apothekentätigkeit als „Kandidat der Pharmazie“ im Umfang eines Jahres zu absolvieren. Das soziale Pflicht-Halbjahr verbrachte Schmidt bei dem ehemaligen, fürstlichen Hofapotheker Gustav Kühn in Schleiz. 1937 erhielt er seine Approbation.
Von 1937 bis 1939 setzte er an der Göttinger Universität und der Ernst-Moritz-Arndt-Universität Greifswald seine Universitätsstudien fort. Verursacht durch den Ausbruch des Zweiten Weltkriegs, konnte er nicht promovieren. Er wurde zur Wehrmacht eingezogen und geriet nach Kriegsende in englische Kriegsgefangenschaft, aus der er 1945 entlassen wurde.

### Berufsleben
Im zweiten Halbjahr 1945 trat Schmidt in den Dienst der Zarrentiner Apotheke, die sich seit 1844 in einem Gebäude in der Breiten Straße befand und dort bis 1966 ihren Sitz hatte. Inhaber der Schaalsee-Apotheke war seit 1936 Schmidts Schwiegervater, der aus Pommern stammende Apotheker Oscar Selle. Selle übertrug 1949 seinem Schwiegersohn und Teilhaber Ferdinand Schmidt die Leitung der Apotheke. Nach der Verstaatlichung des Apothekenwesens in der DDR führte Schmidt als so genannter staatlicher Leiter die Schaalsee-Apotheke bis 1975 weiter.
Seit 1946 baute Schmidt in seiner Privatwohnung eine umfangreiche Fachbibliothek zur Pharmazie auf. Er pflegte entsprechende Kontakte zu Fachkollegen und Pharmaziehistorikern in Westdeutschland und im Ausland, die er nach Gründung der Bundesrepublik und der DDR weiter ausbaute.
Auch im Ruhestand widmete sich Schmidt der Pharmaziegeschichte. Ferner betätigte er sich ehrenamtlich in der Pharmazeutischen Gesellschaft der DDR und Scheele-Gesellschaft. Ferdinand Schmidt verstarb 1981 an den Folgen eines Unfalls.

### Fotografie
Schmidt dokumentierte in seinen Amateurfotos zeitgeschichtlich relevante Ereignisse seiner Geburtsstadt, z. B. dem Aufmarsch des Stahlhelms, vor dem Rathaus in Stolp am 9. September 1928, mit der Propaganda-Demonstration durch Prinz Oscar von Preußen.
Als Umberto Nobile im Frühjahr 1928 auf dem Weg zum Nordpol den Luftschiffhafen Seddin nutzte, um auf der Werft einen Leitwerkschaden an der Italia reparieren zu lassen, fotografierte ihn Schmidt im Kreis von Stolper Gymnasiasten.
Schmidt machte zeitlebens fotografische Aufnahmen von persönlichen Begegnungen. Ein Erinnerungsfoto an seine Begegnung mit Gerhart Hauptmann sandte Schmidt 1962 an die Redaktion der Zeitung „Neues Deutschland“, die es anlässlich des 100. Geburtstages des Dichters veröffentlichte.

## Sammlungen

### Pharmaziehistorische Privatbibliothek
In der Festschrift zum 800-jährigen Jubiläum 1994 von Zarrentin wird das Verdienst Schmidts als kundiger Sammler pharmazeutischer Literatur gewürdigt, die er als private Bibliothek aufbaute. Unter der Rubrik „Such- und Tauschecke“ in den „Mitteilungen für die Mitglieder der Internationalen Gesellschaft für Geschichte der Pharmazie“ bot Schmidt 1954 überzählige Exemplare aus seiner Buch- und Zeitschriftensammlung an und informierte darüber, an welchen Titeln er für seine pharmaziehistorische Bibliothek interessiert war. So suchte er in der Aufbauphase seiner Zarrentiner Bibliothek die 1925 erschienenen Bücher „Geschichte der privilegierten Apotheken Berlins“ sowie „Die Königliche Hof-Apotheke“ von Hermann Gelder und Georg Urdangs „Der Apotheker als Subjekt und Objekt der Literatur“, erstmals 1926 veröffentlicht und illustriert mit 16 Bildnissen.
Der Bestand der Fachbibliothek betrug zum Schluss rund 3000 Bände, wobei die von ihm gesammelten Fachzeitschriften in diese Zahl nicht einbezogen wurden.
Gelegentlich des 12. Kongresses der Pharmazeutischen Gesellschaft der DDR in Berlin wurden seine Verdienste „um die Sammlung pharmazeutischer Dokumente und den Aufbau einer wertvollen Bibliothek“ durch die Verleihung einer Ehrenurkunde vom 23. Oktober 1978 anerkannt.

### Münzen und Briefmarken
Zu Schmidts Hobbys gehörte das Sammeln von Münzen und Briefmarken, die sich auf das Gebiet der Naturwissenschaften bezogen. Seine Münzsammlung erweiterte er durch Apothekerbildnisse auf Medaillen und Plaketten, mit denen er seine Zeitschriftenbeiträge gelegentlich illustrierte, z. B. mit der Abbildung einer Böttger-Porzellan-Medaille (Aufenthalt auf der Festung Königsstein 1706–1707).

## Veröffentlichungen und Vorträge
Schmidt verfasste über 40 pharmaziegeschichtliche Beiträge für Fachzeitschriften im Nachkriegs-Deutschland seit 1950. Außerdem hielt er eine Reihe von Vorträgen, z. B. auf Fortbildungsveranstaltungen, die von der Pharmazeutischen Gesellschaft der DDR und der Scheele-Gesellschaft angeboten wurden. Er widmete sich zudem der öffentlichkeitswirksamen Schaufenster-Gestaltung von Apotheken. Beispielsweise wurde sein Gestaltungsentwurf anlässlich des 150. Geburtstages von Carl Spitzweg (* 1808) umgesetzt und viel beachtet. Schmidt stellte 1969 eine Ausstellung mit dem Titel: Aus Fontanes Apothekerzeit aus Objekten seiner Sammlung zusammen, die z. B. in Schwerin gezeigt wurden.
In der Zeitschrift „Pharmaziegeschichtliche Rundschau“ verfassten Pharmaziehistoriker komprimierte Inhaltsangaben der Fachbeiträge von Schmidt.
Für die Leser der DDR-Zeitschrift „medicamentum“ schrieb Schmidt im Jahre 1973 mehrere Beiträge zur Geschichte der Pharmazie.
Schmidts Veröffentlichung über die Geschichte der Stolper Apotheken im Jahre 1955 wurde wegen seiner genealogischen Nachweise als Quelle in den von der Gesellschaft für Pommersche Geschichte Altertumskunde und Kunst herausgegebenen „Baltischen Studien“ aufgenommen. Zu seinen letzten biographischen Forschungen über hervorragende Apotheker gehörte Schmidts Abhandlung über Franziskus Joel (1979).